# Igue de la Crousate
L'igue de la Crouzate, ou abîme de la Crouzate (ou Crousate) ou encore trou Pons est une cavité souterraine naturelle située sur le territoire de la commune de Gramat, dans le Quercy (Lot, Occitanie, France).
Cette cavité souterraine naturelle fut utilisée par les hommes depuis la Préhistoire.

## Situation
L'igue de la Crousate se situe sur le causse, à l'extrémité sud de la commune de Gramat, à 350 m de la limite avec Reilhac, non loin (environ 100 m) de la route D14 qui relie ces deux villages. Elle est indiquée sur la carte IGN 1/25000.
Cette cavité naturelle s'ouvre dans la paroi d'une de ces petites dépressions karstiques par un porche orienté à l'est-nord-est et mesurant 6 m de haut sur 2 m de large.
Dans ce secteur, les roches calcaires affleurent et de nombreuses dolines sont visibles aux alentours. Elles forment un lapiaz partiellement recouvert de terre. La maigre végétation est composée de chênes, d'érables de Montpellier, de genévriers et de plantes épineuses (ronces et prunellier).

### Accès et risques
L'entrée, en forme de grotte, est située dans une propriété privée.
L'accès et le parcours dans la cavité peut présenter des dangers pour des personnes non formées aux techniques spéléologiques : risque de chute mortelle, notamment dans le puits de 15 m de profondeur situé au bout des quarante premiers mètres de la galerie d'entrée.

## Description et fonctionnement

### Spéléométrie
La dénivellation de la cavité est de 92 m pour un développement de 150 m.

### Morphologie
L'eau a creusé l'igue de la Crousate dans la roche calcaire en suivant verticalement une diaclase orientée est-ouest. Les galeries ont une largeur comprise entre 1 et 10 m.

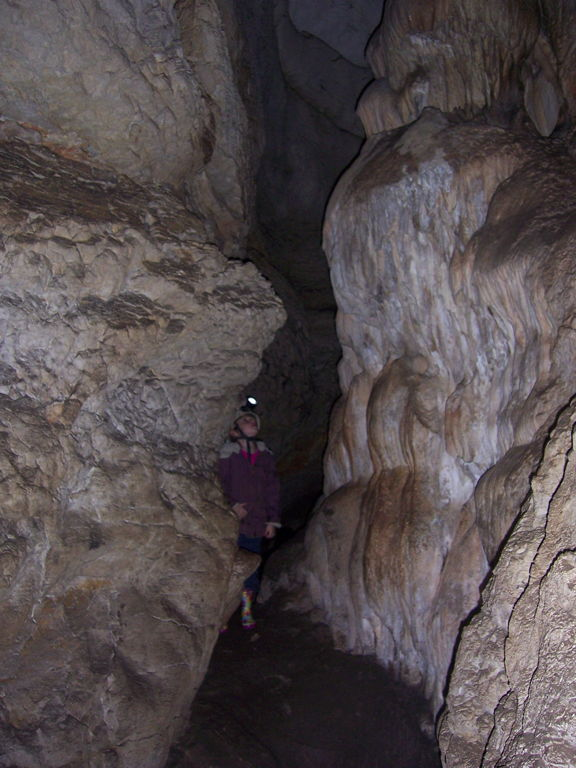
Coulées de calcite dans la galerie d'entrée.

La cavité s'ouvre à l'altitude 340 m et présente trois étages reliés par des puits.
- l'étage d'entrée se présente sous la forme d'une grotte de 50 m de long, descendant en faible pente vers l'est, dont la section initiale a la forme d'un trou de serrure dû à l'intersection de la diaclase et d'un joint strates. À 40 m de l'entrée, cette galerie surplombe un puits borgne de 15 m qui est un regard sur une section isolée de l'étage intermédiaire ;
- l'étage intermédiaire (cote -42 m) est accessible par un puits de 26 m. C'est une galerie de 18 m de long qui est percée par un puits de 42 m. En passant au-dessus du puits, une escalade de 20 m permet l'accès une série de puits se terminant par un colmatage argileux à la cote -85 m ;
- l'étage le plus bas est accessible par le puits de 42 m. Il est parcouru par un petit ruisselet au point le plus bas (cote -92 m). Ce filet d'eau coule de l'est vers l'ouest avec un débit de 1 à 2 litres par seconde, puis disparait au bout de 3 m sous la roche par un siphon.

### Géologie
La cavité s'ouvre dans les calcaires et dolomies du Jurassique moyen et supérieur.

### Hydrogéologie

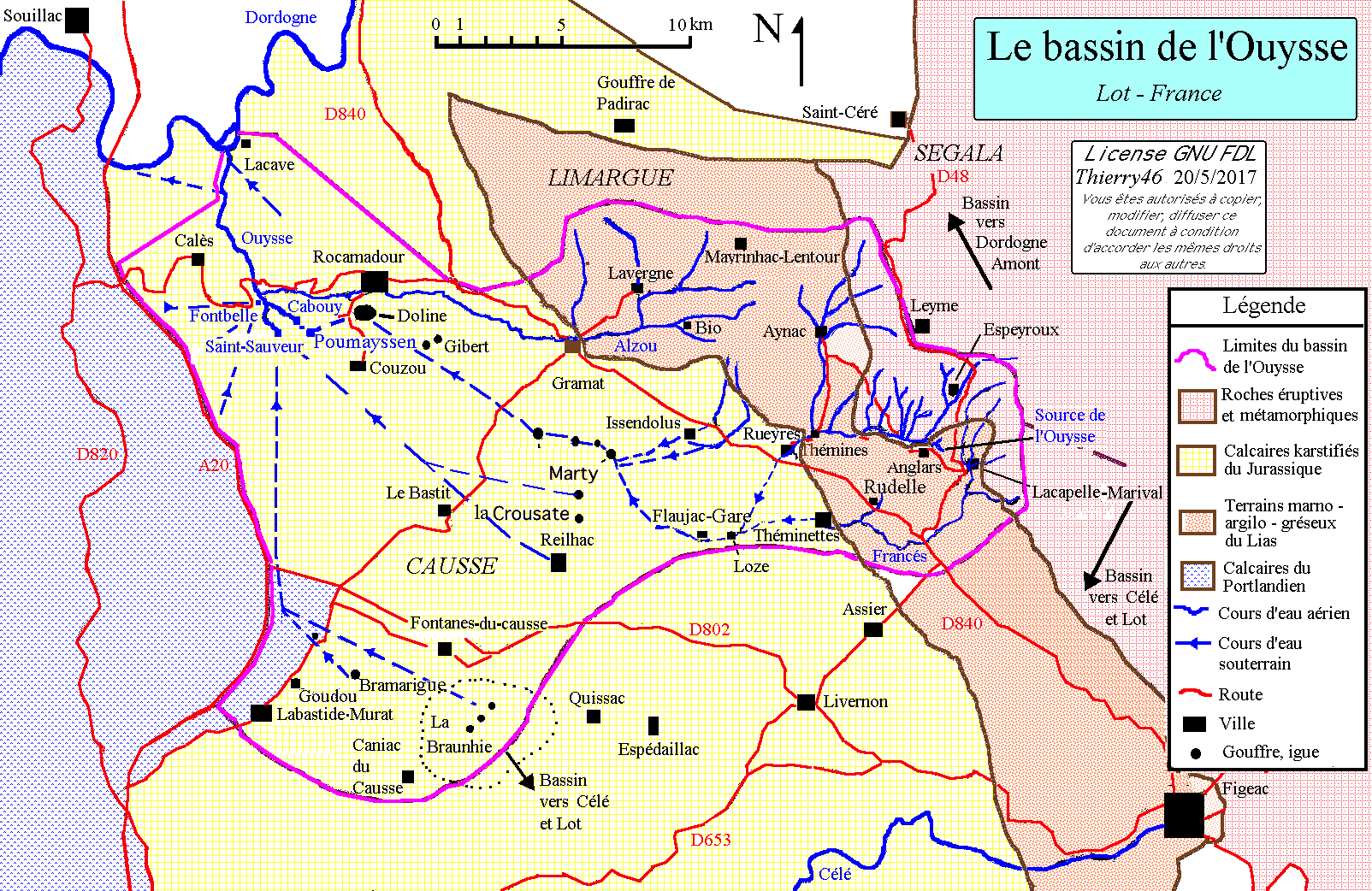
Schéma du bassin versant de l'Ouysse montrant l'igue de la Crousate en son centre.

L'igue de la Crousate se développe dans les calcaires du Jurassique, très propices à la karstification.
Dans son ouvrage Les abîmes, Martel expliquait la circulation des eaux dans le sol calcaire et écrivait pour le ruisseau de la Crousate : Enfin nous retrouvions, dans ce ruisseau inaccessible, ce que nous cherchions, c'est-à-dire la prolongation souterraine de l'un des cours d'eau engloutis dans l'est du plateau de Gramat, à l'Hôpital, Issendolus, Thémines, Théminettes, Assier, etc.
Les découvertes ultérieures, synthétisées par Jean-Noël Salomon, ont montré que les eaux des ruisseaux, qui se perdent à l'est du causse de Gramat, sont toutes collectées par une grande rivière : l'Ouysse souterraine et plus précisément la branche de la rivière du gouffre des Vitarelles. Les eaux du ruisselet de la Crousate contribueraient à l'alimentation d'une autre branche de l'Ouysse : celle qui réapparait au gouffre de Saint-Sauveur.
En effet, l'igue de la Crouzate se situe à l'ouest de la rivière des Vitarelles et son ruisselet coule de l'est vers l'ouest. De plus, les deux phénomènes karstiques les plus proches alimentent en eau d'autres branches de l'Ouysse : preuve par injection d'un colorant à la perte du lac de Reilhac et présomption pour l'igue de Marty.
Les eaux, rencontrées au point bas de l'igue de la Crousate, seraient donc des infiltrations dans le plateau calcaire environnant. Elles se joindraient à celles d'une des branches de l'Ouysse qui réapparait au gouffre de Saint-Sauveur.

## Études et Explorations
Comme l'ont constaté les différents spéléologues et archéologues, l'igue de la Crousate fut visitée, utilisée et aménagée par la population locale depuis fort longtemps.

### Fouilles archéologiques de 1888

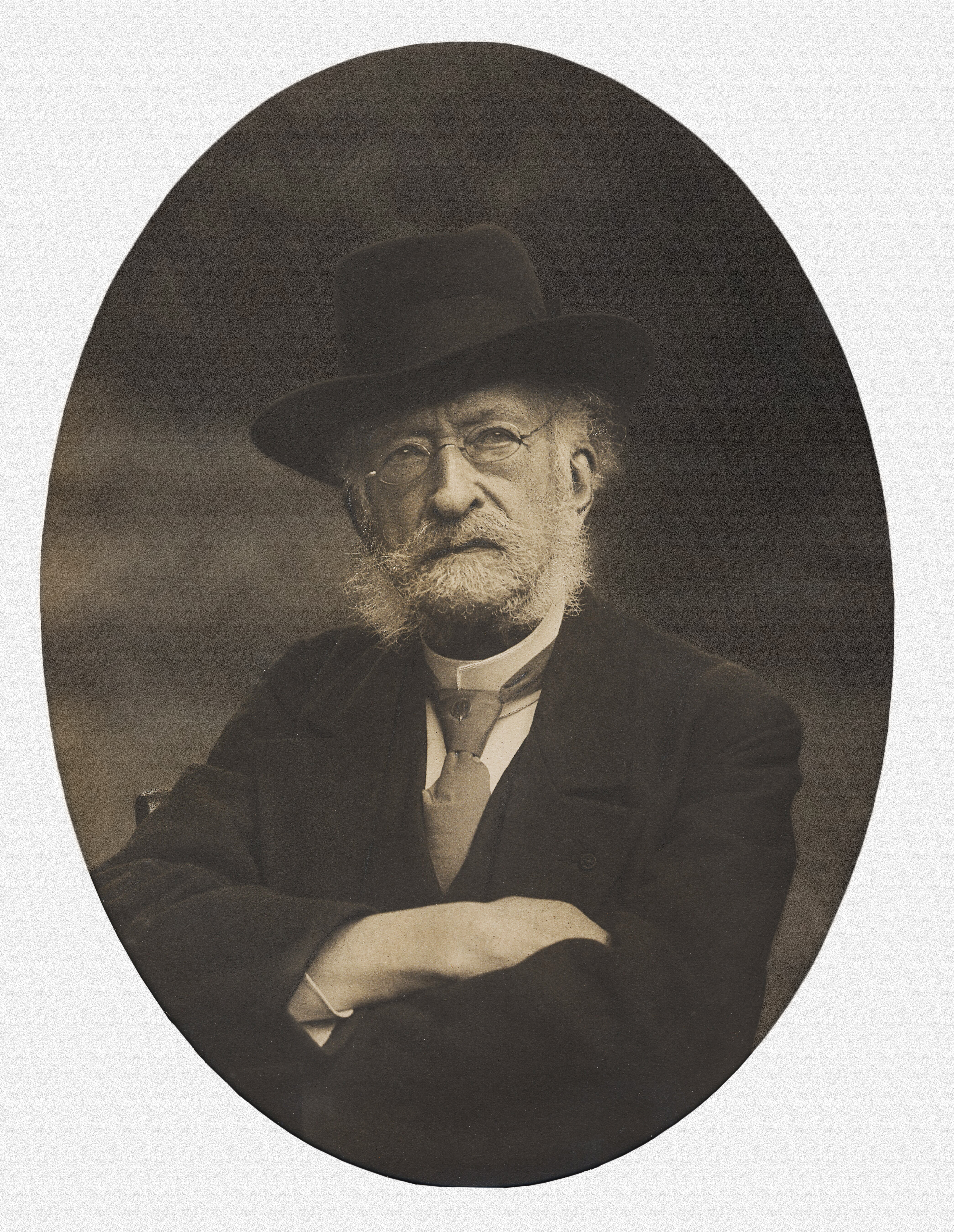
Portrait d'Émile Cartailhac.

En 1888, le préhistorien Émile Cartailhac et le paléoanthropologue Marcellin Boule avaient étudié des vestiges préhistoriques dans le porche d'entrée de l'igue de la Crousate qu'ils nommaient trou Pons en référence à son propriétaire d'alors. Ils avaient trouvé :
- des ossements d'animaux ;
- un fragment de poterie grossière : un morceau de bol de terre cuite ;
- une lame de silex ;
- des fragments de bois de cerf.

Ils en avaient déduit que la grotte était déjà fréquentée par des hommes du Néolithique,

### Explorations de Martel et Rupin auXIXesiècle

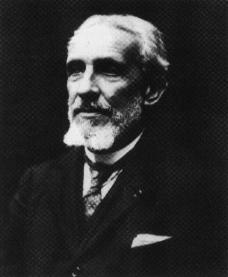
Portrait d'Édouard-Alfred Martel.

Le 14 mars 1891, Ernest Rupin et Raymond Pons explorèrent les deux premiers niveaux de la cavité. Le 12 juillet 1891, ils revinrent avec leurs amis Martel, Gaupillat, Lalande et Armand et atteignirent le point bas de l'igue de la Crousate. Ils y réalisent une photographie de l'entrée ainsi que les vues en plan et en coupe de la cavité. Ils décrivent les belles couleurs des grandes stalactites dont certaines atteignent 26 mètres de longueur et le petit ruisseau qu'ils aperçoivent au point le plus bas et les traces de montée de l'eau dans le dernier grand puits : Ajoutons que, tout le long des parois du grand puits de 42 mètres (qui n'a nulle part moins de 4 à 6 mètres de diamètre), de nombreuses lignes circulaires noires formées par des dépôts de guano de chauves-souris incrustés sous la stalagmite, témoignent clairement des variations multiples du niveau de l'eau. La principale est à 1,30 m au-dessus du fond de sable. 

#### Le pont de bois de la Crousate
Martel remarque au-dessus du puits de 42 m : un grossier pont en bois, jeté par-dessus l'abîme, et au-dessous du puits de 26 m, des encoches : destinées à recevoir une poutre équarrie; à cette poutre devait être adapté un système quelconque de suspension… et encore en bas de ce dernier puits : les restes d'un gros mât de perroquet et d'une sorte de chèvre solide, qui devait être appuyée jadis dans les encoches du sommet du puits et servir pour la descente; des morceaux de cordes en tiges de clématite tordues se retrouvent parmi les débris.
Ernest Rupin décrit lui aussi ces vestiges, dans un article publié dans le bulletin de la Société scientifique (1878) et il précise : en haut et en travers du dernier puits nous aperçûmes un pont en bois d'érable, formé de planches supportées par trois grosses poutres grossièrement équarries.
Martel écrit aussi : Très secs et vieux sans être pourris, les bois non plus ne donnent pas l'âge de l'appareil, qui peut tout aussi bien remonter à l'époque gallo-romaine qu'à celle de la guerre de Cent Ans. Chèvre et pont ont dû être installés pour se procurer soit une cachette sûre, soit de l'eau.

#### Découverte des squelettes d'ours

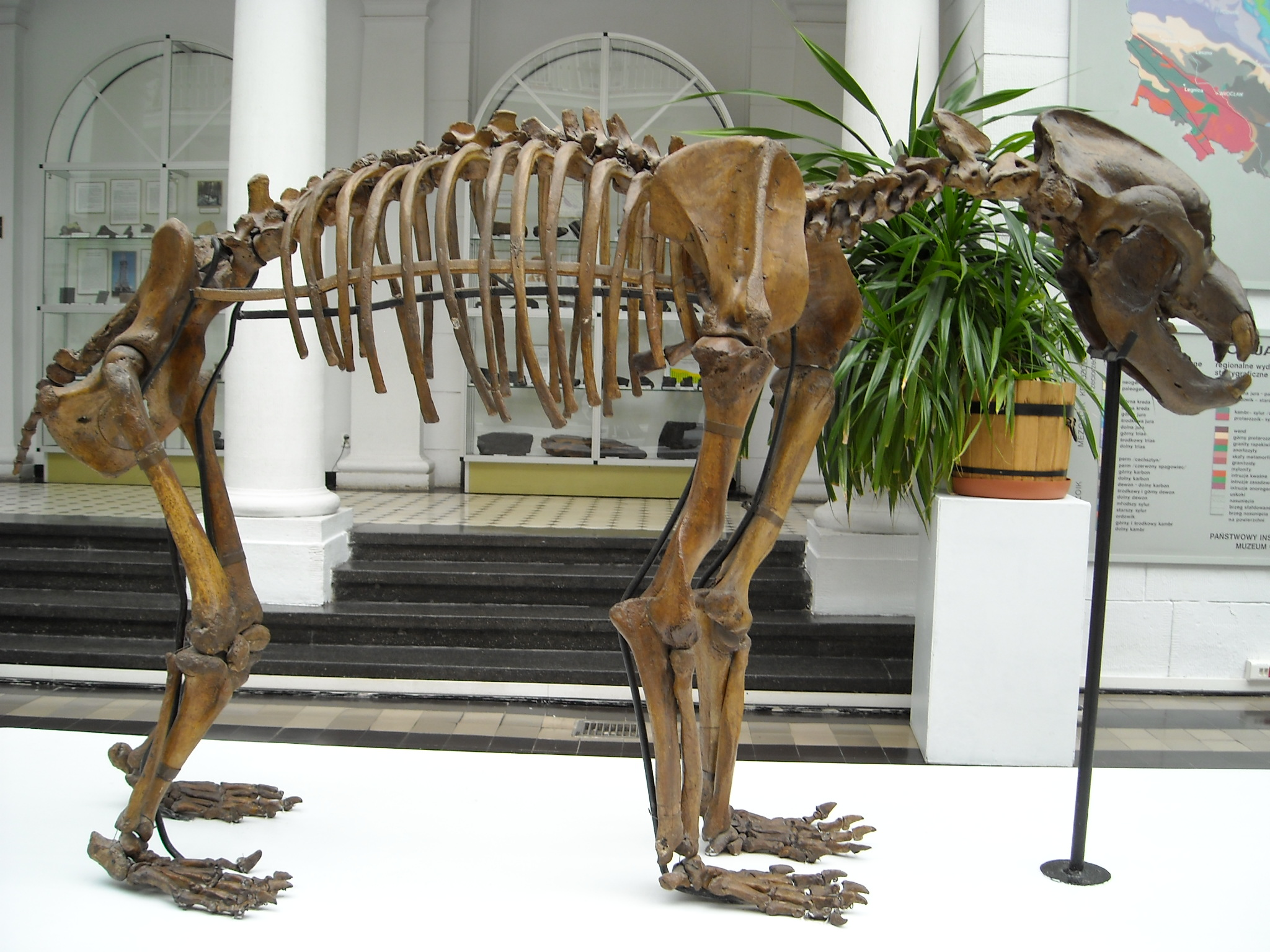
Squelette d'un Ursus spelaeus.

Le 12 juillet 1896, Martel et ses compagnons creusent au bas du dernier puits pour atteindre le ruisseau et mettent au jour les ossements d'ours et d'autres animaux.
Il écrit dans son ouvrage Les abîmes : Nous retirâmes aussi de cette brèche les restes, non plus d'un seul ours, mais de trois au moins, des tailles les plus diverses : depuis le petit Ursus Arctos analogue à l'ours brun contemporain, représenté par un maxillaire de très faibles dimensions, jusqu'à l'Ursus spelaeus, fournissant une tête caractéristique à front bombé, longue de 35 centimètres; quoique vieux, avec des dents usées, celui-ci n'était pas très grand et pourrait bien être une variété particulière. Des ossements d'autres animaux, et notamment un fragment de corne de petite antilope, se sont trouvés mêlés dans cette brèche ou incrustés dans les parois du puits.

### La légende de la Crousate
Raymond Pons fit visiter l'igue de la Crousate à deux Anglais, messieurs Baring et Gould. Ces derniers publièrent dans le journal anglais the Graphic du 14 octobre 1893, le récit de leur visite et mentionnèrent une légende locale qui faisait état de douze lits dans la partie de la cavité située après le pont de bois. Ernest Rupin réagit vivement en signalant que les Anglais n'avaient pas franchi le pont de bois lors de leur visite et que rien de tel n'avait été découvert lors des explorations de 1891.

### Découvertes du Spéléo Club de Tours de 1979
En 1979, les spéléologues du Spéléo Club de Tours ont découvert, après une escalade de 10 m après le pont de bois, une série de puits parallèle au puits de 42 m. Cette nouvelle voie se termine dans l'argile collante à la cote -85 m par rapport à l'entrée.

### Études archéologiques de 2001
En 2001, des spéléologues déblaient une galerie et découvrent une quantité importante de poteries. Les archéologues Anne Lagarrigue et Thierry Salgues les analysent et déterminent une fréquentation de la cavité au moins depuis les débuts de l'âge du bronze jusqu'au second âge du fer.

## Fréquentation actuelle
L'igue de la Crousate est une cavité aux galeries larges et sèches qui se prête bien à l'initiation aux techniques spéléologiques de progression verticale.
Cette cavité permet aussi l'entrainement des équipes de secours en milieu souterrain :
- du Spéléo Secours Français de la Fédération française de spéléologie
- du Groupe de reconnaissance et d’intervention en milieu périlleux des sapeurs-pompiers.

### Dégradation de la cavité
La fréquentation régulière de l'igue de la Crousate depuis plus d'un siècle a provoqué le noircissement des parois du fait des lampes à l'acétylène. De nombreux visiteurs indélicats ont réalisé des inscriptions sur les parois de l'étage intermédiaire.
Les poutres de bois et vestiges découverts par Édouard-Alfred Martel ont quasiment disparu.